# Sân bay quốc tế Jorge Wilstermann

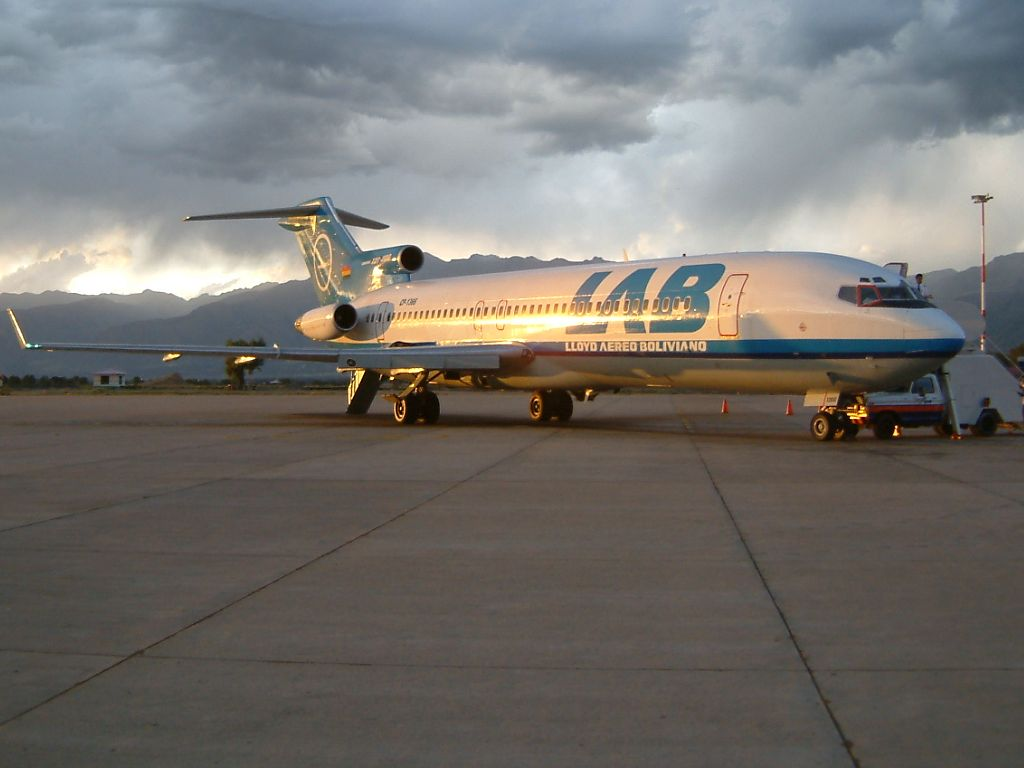
LAB Boeing 727-200 tại Sân bay quốc tế Jorge Wilstermann

Sân bay quốc tế Jorge Wilstermann,  tiếng Tây Ban Nha là Aeropuerto Internacional Jorge Wilstermann (IATA: CBB, ICAO: SLCB) là một sân bay ở thành phố Cochabamba ở miền trung Bolivia. Đây đã là trung tâm hoạt động của hãng Lloyd Aereo Boliviano (LAB), hãng hàng không quốc gia. Sân bay được đặt tên theo Jorge Wilstermann, một nhà hàng không thương mại Bolivia.

## Hãng quản lý vận hành
Ngày 1 tháng 3 năm 1997, chính phủ Bolivia đã ký hợp đồng 25 năm với Airport Group International để giao quyền vận hành và 3 sân bay lớn nhất Bolivia – Sân bay El Alto ở La Paz, Sân bay Jorge Wilstermann ở Cochabamba và Sân bay quốc tế Viru Viru ở Santa Cruz de la Sierra. Servicios de Aeropuertos Bolivianos Sociedad Anonima (SABSA) đã được thành lập đeer vận hành các sân bay này. Năm 1999 Airport Group International được TBI plc mua lại, năm 2004, Abertis/AENA của Tây Ban Nha mua TBI.
Năm 2005, sân bay này phục vụ  670.898 lượt khách.

## Các hãng hàng không
- Aerosur (Buenos Aires-Ezeiza, La Paz, Santa Cruz de la Sierra)
- TAM Mercosur (Asunción, Santa Cruz de la Sierra) (kết thúc ngày 26 tháng 5 năm 2008)
- Transporte Aereo Militar
- Línea Aérea Amaszonas (Trinidad, Santa Cruz de la Sierra)
- Aerolineas Sudamericanas (La Paz, Santa Cruz de la Sierra)